# Kalászi
Koordináták: é. sz. 48° 19′ 33″, k. h. 18° 51′ 40″48.325728°N 18.861036°EKalászi (1897-ig Klaszita, szlovákul: Klastava) Bagyan településrésze, 1971-ig önálló község Szlovákiában, a Besztercebányai kerületben, a Selmecbányai járásban.

## Fekvése
Selmecbányától 20 km-re délre, Bagyantól 2 km-re keletre fekszik, a Klastavský-patak völgyében. Egyike a Bagyant alkotó két kataszteri területnek, területe 6,7290 km².

## Története
1285-ben "Chasyta" néven említik először. A Hont-Pázmány nemzetség birtoka volt, később a Gerhard, Sembery, Baross és Luka családoké.
Vályi András szerint "KLASZITA. Klaszitava. Tót falu Hont Várm. földes Ura Gudits Uraság, lakosai többnyire evangelikusok, fekszik egy nagy völgyben, Ledénynek szomszédságában 1 órányira, határjában szőlő hegye nintsen, földgye sovány, legelője, és fája elég, Selmecz Városa sints meszsze, lakosai kereskedésből élnek leginkább."
Fényes Elek szerint "Klaszita, Hont m. tót falu, magas kősziklás hegyek közt: 11 kath., 99 evang. lak. F. u. Gudics. Ut. post. Selmecz."
A trianoni békeszerződésig Hont vármegye Báti járásához tartozott.
1971-ben a községet Bagyanhoz csatolták.

## Népessége
1910-ben 84, túlnyomórészt szlovák lakosa volt.